# Mokhotlong (district)
Mokhotlong is een district van Lesotho. Het is een bergachtig gebied waar onder meer de bron ligt van de rivier de Senqu, de belangrijkste rivier van het land. Het kent een oppervlakte van ongeveer 2119 km² en heeft een inwonertal van ongeveer 100.000. Het is een van de armste en meest afgelegen gebieden van Lesotho.
De gelijknamige plaats is er de enige stad en daarmee hoofdstad (Engels: camp town; Afrikaans: kampdorp).

In het oosten grenst Mokhotlong aan de provincie KwaZoeloe-Natal van Zuid-Afrika.
Daarnaast grenst Mokhotlong aan de volgende andere districten:
- Leribe - westen
- Thabe-Tseka - zuiden

Berea · Butha-Buthe · Leribe · Mafeteng · Maseru · Mohale's Hoek · Mokhotlong · Qacha's Nek · Quthing · Thaba-Tseka